# Aeroporto internazionale di Banja Luka
L'aeroporto Internazionale di Banja Luka, o anche semplicemente aeroporto di Banja Luka (in bosniaco Međunarodni aerodrom Banja Luka; in serbo Међународни аеродром Бања Лука?), (IATA: BNX, ICAO: LQBK), e noto con il nome commerciale di Banja Luka International Airport, è un aeroporto bosniaco situato presso la città di Banja Luka, nell'omonima regione. Con 21 694 passeggeri nel 2016 l'aeroporto è il 4º in Bosnia ed Erzegovina per numero di passeggeri, dopo gli aeroporti di Sarajevo, Tuzla e Mostar. L'aeroporto è conosciuto anche come aeroporto di Mahovljani, dall'omonimo villaggio, 18 km a nord nord-est del capoluogo.

## Storia

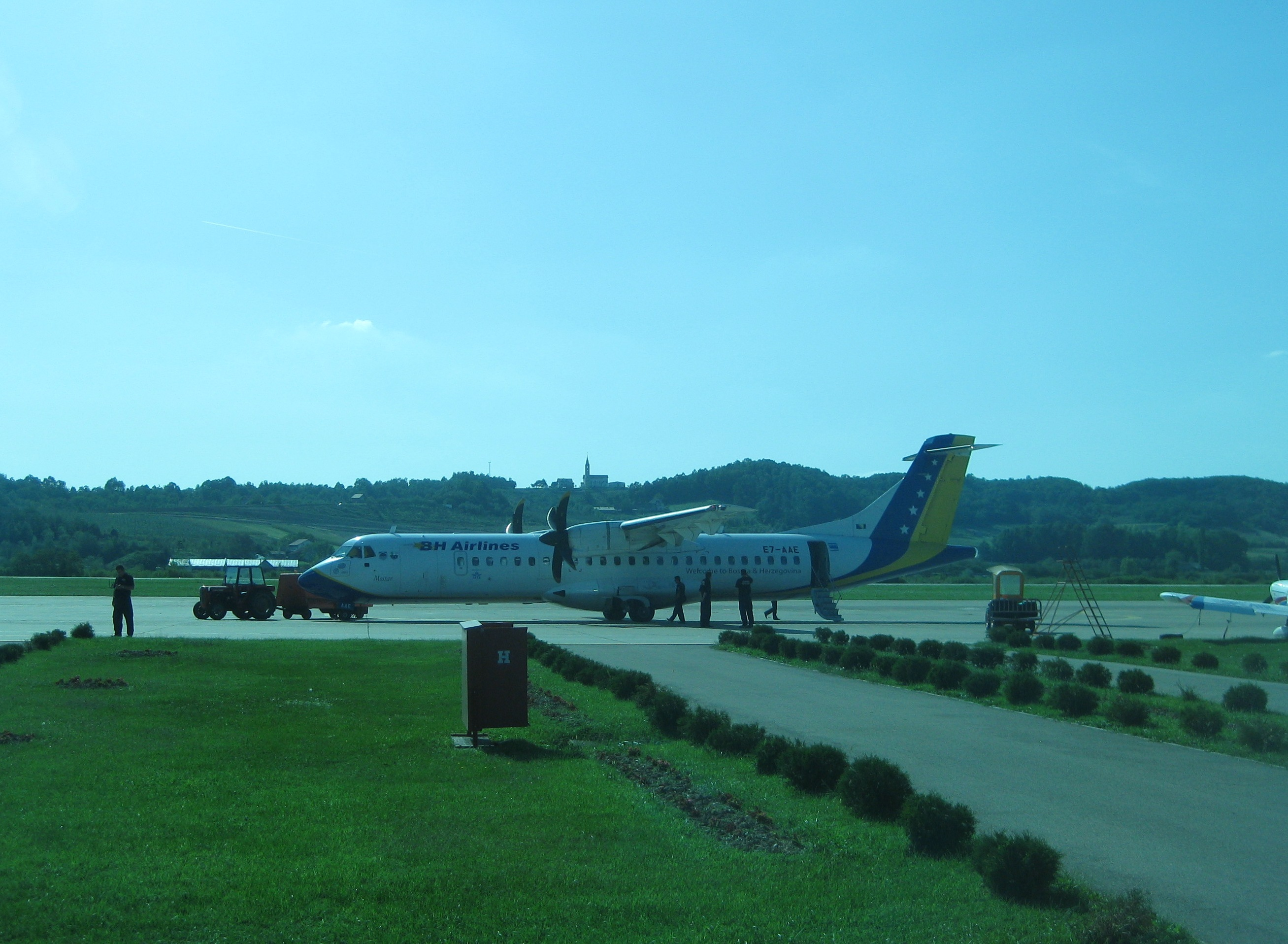
Un ATR 72 della B&H Airlines all'aeroporto di Banja Luka nell'agosto 2010.

La costruzione dell'aeroporto di Banja Luka ebbe inizio nel 1976, come scalo di secondaria importanza, limitato a soli voli nazionali all'interno della Repubblica Socialista Federale di Jugoslavia.
Dopo la guerra in Bosnia e con la definizione della repubblica Serba di Bosnia ed Erzegovina con capitale Banja Luka, l'aeroporto acquisì importanza finché fu aperto al traffico civile il 18 novembre 1997.
Dal 1999 al 2003 lo scalo funse da hub per Air Srpska, la compagnia di bandiera della repubblica serba, fondata dalla Jat Airways e dal governo della repubblica. La compagnia cessò tutte le attività nel 2013, oberata dai debiti, con il ritiro della Jat Airways dalla partecipazione. Una seconda compagnia aerea, Sky Srpska fondata nel 2007, avrebbe dovuto effettuare voli dallo scalo bosniaco; tuttavia questa fu chiusa nel 2013 senza aver avuto mai una flotta.
Tra il 2002 e il 2003 le strutture dell'aeroporto furono migliorate in vista della visita del papa Giovanni Paolo II a Banja Luka nel giugno del 2003. Il 15 dicembre 2010, per celebrare l'abolizione dell'obbligatorietà del visto per i cittadini bosniaci in viaggio verso i Paesi dell'area Schengen, venne organizzato un volo charter simbolico da Banja Luka a Bruxelles.
Nel 2011 avevano transitato per l'aeroporto di Banja Luka 8 367 passeggeri, segnando un incremento del 74% rispetto all'anno precedente. Nel corso degli anni l'aeroporto era stato collegato con Atene, Belgrado, Copenaghen, Francoforte, Lubiana, Salisburgo, Teodo e Vienna, prevalentemente con voli operati da Air Srpska. Austrian Airlines e Montenegro Airlines hanno avuto voli negli ultimi anni '90 e primi anni 2000 dai rispettivi hub di Vienna e Teoto con Banja Luka.
Con l'abbandono di Air Srpska, il governo della repubblica serba di Bosnia ed Erzegovina ha cercato di attrarre altre compagnie aeree con diversi incentivi. Voli sovvenzionati furono operati da Jat Airways per Belgrado con ATR 72, tra il novembre 2007 e il dicembre 2009; Austrojet ha operato 3 voli settimanali con un Dash 8-100 tra il capoluogo bosniaco e Salisburgo tra luglio e dicembre 2008; mentre Adria Airways ha volato tra luglio 2010 e novembre 2011 da Lubiana 4 volte a settimana con un CRJ200. B&H Airlines ha effettuato voli da Zurigo per diversi anni finché la compagnia ha cessato le attività nel giugno 2015; la stessa compagnia operava voli stagionali verso Teodo, in Montenegro.
Attualmente l'unica rotta esistente, Banja Luka-Belgrado della Air Serbia è sovvenzionato dal governo della repubblica Serba di Bosnia ed Erzegovina.

## Statistiche
| Mese/ Anno | gennaio | febbraio | marzo | aprile | Maggio | giugno | luglio | agosto | settembre | ottobre | novembre | dicembre | Totale | Var.    |
| ---------- | ------- | -------- | ----- | ------ | ------ | ------ | ------ | ------ | --------- | ------- | -------- | -------- | ------ | ------- |
| 2017       | -       | -        | 1.171 | -      | -      | -      | -      | -      | -         | -       | -        | -        | 1.171  |         |
| 2016       | 1.484   | 875      | 1.368 | 1.581  | 2.298  | 2.094  | 2.835  | 2.807  | 1.905     | 1.905   | n/a      | n/a      | 21.694 | 4,85%   |
| 2015       | 1.830   | 1.154    | 1.327 | 2.090  | 2.353  | 2.085  | 2.554  | 2.591  | 2.185     | 1.782   | 1.078    | 1.771    | 22.800 | 17.5%   |
| 2014       | 1.522   | 1.352    | 1.566 | 1.942  | 2.201  | 2.797  | 3.457  | 4.011  | 2.633     | 2.503   | 1.661    | 1.991    | 27.636 | 212.73% |
| 2013       | 518     | 448      | 400   | 431    | 601    | 530    | 844    | 893    | 713       | 824     | 434      | 2.201    | 8.837  | 37.6%   |
| 2012       | 791     | 424      | 178   | 408    | 402    | 377    | 589    | 688    | 610       | 642     | 550      | 765      | 6.424  | 23.2%   |
| 2011       | 560     | 422      | 640   | 719    | 680    | 536    | 1.209  | 942    | 707       | 830     | 545      | 577      | 8.367  | 74.4%   |
| 2010       | -       | -        | -     | -      | -      | -      | -      | -      | 497       | 432     | 602      | -        | 4.798  |         |